# Francesco Mandragona
Francesco Mandragona (Augusta, 27 settembre 1962) è un ex canoista italiano.

## Biografia
Nato nel 1962 ad Augusta, in provincia di Siracusa, dopo gli inizi nella sezione canottaggio del "Club Nuoto" della sua città, è diventato membro dei Gruppi Sportivi Fiamme Gialle.
È arrivato in nazionale maggiore nel 1979, a 17 anni, rimanendovi fino al 1990.
A 21 anni ha partecipato ai Giochi olimpici di Los Angeles 1984, nel K4 1000 m, insieme a Gennaro Cirillo, Vincenzo Damiata e Marco Ganna, arrivando quinto in batteria con il tempo di 3'08"90, dietro a Nuova Zelanda, poi oro, Romania, Germania Ovest e Canada (si qualificavano alla semifinale i primi tre equipaggi) e venendo poi eliminato al ripescaggio, non concluso.
Quattro anni dopo, a 26 anni, ha preso parte di nuovo ai Giochi, quelli di Seul 1988, ancora nel K4 1000 m, con Beniamino Bonomi, Alessandro Pieri e Daniele Scarpa, terminando quarto in batteria con il tempo di 3'04"38, dietro a Ungheria, poi oro, Germania Ovest e Norvegia (si qualificavano alla semifinale i primi tre equipaggi); in seguito ha vinto il ripescaggio in 3'06"90 e ha passato la semifinale da terzo con il tempo di 3'12"44, dietro di nuovo all'Ungheria e alla Svezia. In finale ha chiuso al settimo posto, in 3'05"97, dietro, oltre agli ungheresi, a Unione Sovietica, Germania Est, Australia, Polonia e Germania Ovest.
Dopo il ritiro è rimasto in Guardia di Finanza, come Maresciallo aiutante.